# Pseudomonotes
Pseudomonotes es un género monotípicode plantas perteneciente a la familia Dipterocarpaceae. Su única especie: Pseudomonotes tropenbosii  A.C.Londoño, E.Álvarez & Forero, es originaria de la Amazonía colombiana. Los datos de Dipterocarpaceae están basados en el Real Jardín Botánico de Edimburgo.

## Taxonomía
Pseudomonotes tropenbosii fue descrita por Londoño, E.Álvarez & Forero  y publicado en Brittonia 47(3): 230. 1995.